# Grand Prix Monaka 1956
Grand Prix Monaka 1956 (oficiálně XIV Grand Prix Automobile de Monaco) se jela na okruhu Circuit de Monaco v Monte Carlu v Monaku dne 13. května 1956. Závod byl druhým v pořadí v sezóně 1956 šampionátu Formule 1.

## Kvalifikace
| Poř.   | No. | Jezdec                 | Konstruktér | Čas    | Ztráta |
| ------ | --- | ---------------------- | ----------- | ------ | ------ |
| 1      | 20  | Juan Manuel Fangio     | Ferrari     | 1:44.0 | —      |
| 2      | 28  | Stirling Moss          | Maserati    | 1:44.6 | +0.6   |
| 3      | 22  | Eugenio Castellotti    | Ferrari     | 1:44.9 | +0.9   |
| 4      | 30  | Jean Behra             | Maserati    | 1:45.3 | +1.3   |
| 5      | 16  | Harry Schell           | Vanwall     | 1:45.6 | +1.6   |
| 6      | 14  | Maurice Trintignant    | Vanwall     | 1:45.6 | +1.6   |
| 7      | 32  | Cesare Perdisa         | Maserati    | 1:46.0 | +2.0   |
| 8      | 24  | Luigi Musso            | Ferrari     | 1:46.8 | +2.8   |
| 9      | 26  | Peter Collins          | Ferrari     | 1:47.0 | +3.0   |
| 10     | 10  | Mike Hawthorn          | BRM         | 1:49.3 | +5.3   |
| 11     | 4   | Élie Bayol             | Gordini     | 1:50.0 | +6.0   |
| 12     | 2   | Robert Manzon          | Gordini     | 1:50.3 | +6.3   |
| 13     | 12  | Tony Brooks            | BRM         | 1:50.4 | +6.4   |
| 14     | 6   | Hermano da Silva Ramos | Gordini     | 1:50.6 | +6.6   |
| 15     | 8   | Louis Rosier           | Maserati    | 1:51.6 | +7.6   |
| 16     | 18  | Horace Gould           | Maserati    | 1:51.7 | +7.7   |
| DNQ    | 36  | Giorgio Scarlatti      | Ferrari     | 2:09.1 | +25.1  |
| WD     | 34  | Louis Chiron           | Maserati    |        |        |
| Zdroj: |     |                        |             |        |        |

## Závod
| Poř.   | No. | Jezdec                                 | Konstruktér | Počet kol | Čas/Odstoupení | Pořadí na startu | Body  |
| ------ | --- | -------------------------------------- | ----------- | --------- | -------------- | ---------------- | ----- |
| 1      | 28  | Stirling Moss                          | Maserati    | 100       | 3:00:32.9      | 2                | 8     |
| 2      | 26  | Peter Collins Juan Manuel Fangio       | Ferrari     | 100       | +6.1           | 9                | 3 4   |
| 3      | 30  | Jean Behra                             | Maserati    | 99        | +1 kolo        | 4                | 4     |
| 4      | 20  | Juan Manuel Fangio Eugenio Castellotti | Ferrari     | 94        | +6 kol         | 1                | 0 1.5 |
| 5      | 6   | Hermano da Silva Ramos                 | Gordini     | 93        | +7 kol         | 14               | 2     |
| 6      | 4   | Élie Bayol André Pilette               | Gordini     | 88        | +12 kol        | 11               |       |
| 7      | 32  | Cesare Perdisa                         | Maserati    | 86        | +14 kol        | 7                |       |
| 8      | 18  | Horace Gould                           | Maserati    | 85        | +15 kol        | 16               |       |
| Ret    | 2   | Robert Manzon                          | Gordini     | 90        | Nehoda         | 12               |       |
| Ret    | 8   | Louis Rosier                           | Maserati    | 72        | Motor          | 15               |       |
| Ret    | 22  | Eugenio Castellotti                    | Ferrari     | 14        | Spojka         | 3                |       |
| Ret    | 14  | Maurice Trintignant                    | Vanwall     | 13        | Přehřátí       | 6                |       |
| Ret    | 16  | Harry Schell                           | Vanwall     | 2         | Nehoda         | 5                |       |
| Ret    | 24  | Luigi Musso                            | Ferrari     | 2         | Nehoda         | 8                |       |
| DNQ    | 36  | Giorgio Scarlatti                      | Ferrari     |           |                |                  |       |
| WD     | 10  | Mike Hawthorn                          | BRM         |           | Ventil motoru  |                  |       |
| WD     | 12  | Tony Brooks                            | BRM         |           | Ventil motoru  |                  |       |
| WD     | 34  | Louis Chiron                           | Maserati    |           | Výfuk          |                  |       |
| Zdroj: |     |                                        |             |           |                |                  |       |

Poznámky
1. ↑  Juan Manuel Fangio získal jeden bod za zajetí nejrychlejšího kola.

## Průběžné pořadí po závodě
Pohár jezdců
|        | Pořadí | Jezdec             | Body |
| ------ | ------ | ------------------ | ---- |
|        | 1      | Jean Behra         | 10   |
|        | 2      | Juan Manuel Fangio | 9    |
| 7      | 3      | Stirling Moss      | 8    |
| 1      | 4      | Luigi Musso        | 4    |
| 1      | 5      | Mike Hawthorn      | 4    |
| Zdroj: |        |                    |      |